# Анхиноя

Анхино́я (др.-греч. Ἀγχινόη, или Ахир(р)оя, Ἀχιρ(ρ)όη) — в древнегреческой мифологии дочь речного бога Нила, внучка Океана, сестра Мемфиды, жена царя Египта Бела, мать Даная, Египта и Пигмалиона. По Еврипиду — также мать Кефея и Финея.